# 席爾瓦貝爾 (亞利桑那州)
席爾瓦貝爾（英語：Silver Bell）是位於美國亞利桑那州皮馬縣的一個非建制地區。該地的面積和人口皆未知。

## 地理
席爾瓦貝爾的座標為32°23′05″N 111°29′56″W / 32.38472°N 111.49889°W，而該地的平均海拔高度為884米（即2900英尺）。